# طقم (أحياء)

أطقم ثلاثية الفصوص: السايفلون (الرأس) والصدر والذييل

الطقم (بالإنجليزية: Tagma)‏ هو تجميع اختصاصي للعديد من التقاطيع أو القسائم إلى وحدة شكلية وظيفية مترابطة. من الأمثلة المشهورة على الأطقم: الرأس والصدر والبطن لدى الحشرات. قد تكون التقاطيع داخل الطقم إما مدمجة كما هو الحال في رأس الحشرات أو متصلة مفصليا لتكون قابلة للحركة بشكل مستقل كما هو الحال في بطن معظم الحشرات. يُستخدم المصطلح في العادة للإشارة إلى الأطقم في مورفولوجيا أعضاء شعبة مفصليات الأرجل، لكن يمكن استخدامه مع الشعب الأخرى مثل الحبليات.

## الأطقم
يختلف تقسيم الجسم إلى أطقم حسب الأصانيف ففي ثلاثيات الفصوص الأطقم هي: السيفالون [الإنجليزية] (الرأس) والصدر (الجسم) والذييل (الذيل)، بينما تسمى نفس التقسيمات في سداسيات الأرجل بالرأس والصدر والبطن. أجسام العناكب وبعض القشريات تنقسم إلى طقمين: الصدرأس ومؤخر الجسم (لدى العناكب) أو البطن (لدى القشريات).

## التطقم
تسمى العملية التطورية التي تتسبب في نشوء الأطقم عبر دمج وتعديل التقاطيع بالتطقُّم (tagmosis) وهي هيئة متطرفة من تمايز التقاطيع [الإنجليزية] أو «تكوُّن حلقات النمو المتغاير» تتوسطها جينات النحت وجينات نمو أخرى تؤثر عليها.